# Rund um den Henninger-Turm 1997
Il Rund um den Henninger-Turm 1997, trentaseiesima edizione della corsa, si svolse il 1º maggio, con partenza e arrivo a Francoforte sul Meno. Fu vinto dall'italiano Michele Bartoli della squadra MG Boys Maglificio-Technogym davanti al danese Bjarne Riis e allo svizzero Mauro Gianetti.

## Ordine d'arrivo (Top 10)
| Pos. | Corridore          | Squadra                      | Tempo    |
| ---- | ------------------ | ---------------------------- | -------- |
| 1    | Michele Bartoli    | MG Boys Maglificio-Technogym | 4h53'30" |
| 2    | Bjarne Riis        | Team Deutsche Telekom        | a 2"     |
| 3    | Mauro Gianetti     | FDJ                          | a 11"    |
| 4    | Laurent Roux       | TVM-Farm Frites              | s.t.     |
| 5    | Giuseppe Di Grande | Mapei-GB                     | a 27"    |
| 6    | Pascal Hervé       | Festina-Lotus                | a 30"    |
| 7    | Davide Rebellin    | FDJ                          | a 35"    |
| 8    | Udo Bölts          | Team Deutsche Telekom        | a 4'09"  |
| 9    | Jan Ullrich        | Team Deutsche Telekom        | s.t.     |
| 10   | Claudio Chiappucci | Asics-CGA                    | s.t.     |